# Ángel Pérez Martínez

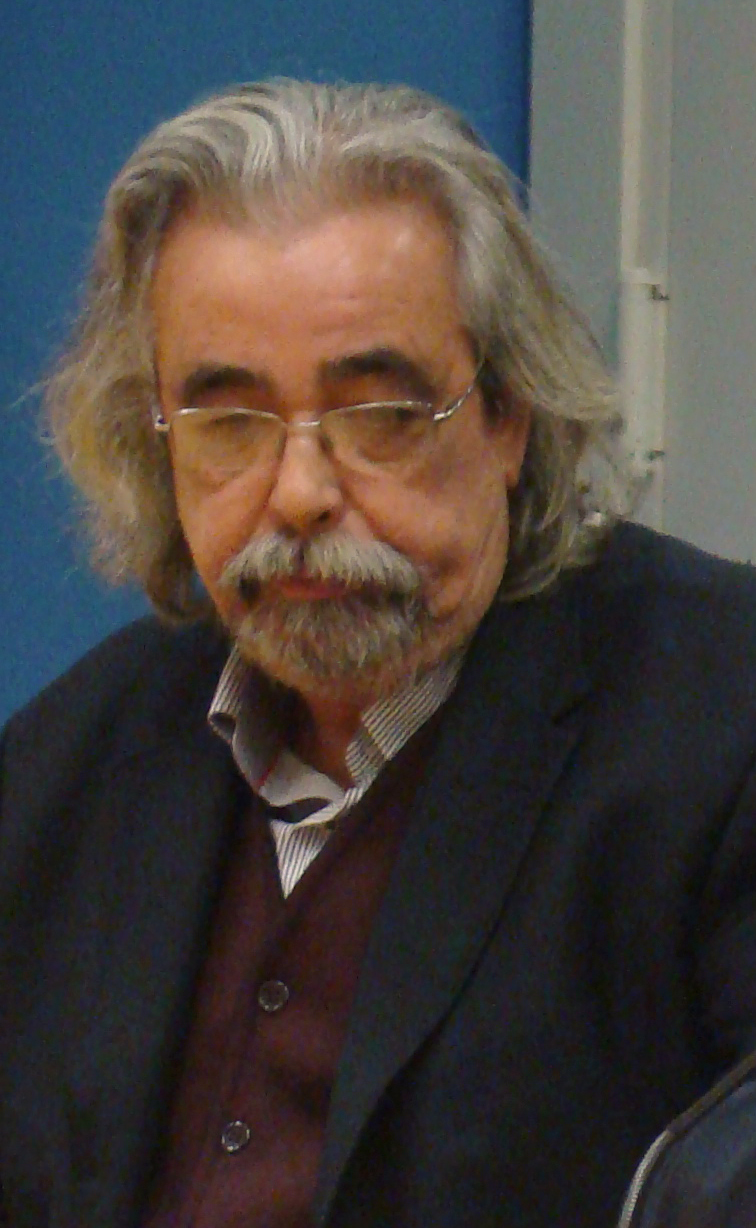
Ángel Pérez (2013)

Ángel Pérez Martínez (Madrid, 2 de Outubro de 1954) é um político espanhol. Ele foi presidente e portavoz do Grupo Parlamentar de Esquerda Unida (IU) na Assembleia de Madrid durante duas legislaturas (1995-2003). Ele foi portavoz da IU no Ayuntamiento de Madrid (2007-2015).